# Chadwick (cràter)
Chadwick és un cràter d'impacte que es troba a la cara oculta de la Lluna, just més enllà de l'extremitat sud-oest, a nord-oest del cràter De Roy. Abans de rebre el seu nom actual per la UAI, va ser designat De Roy X. Aquesta regió de la superfície lunar es troba a l'extrem sud de la capa de material expulsat que envolta la conca d'impacte de la Mare Orientale.

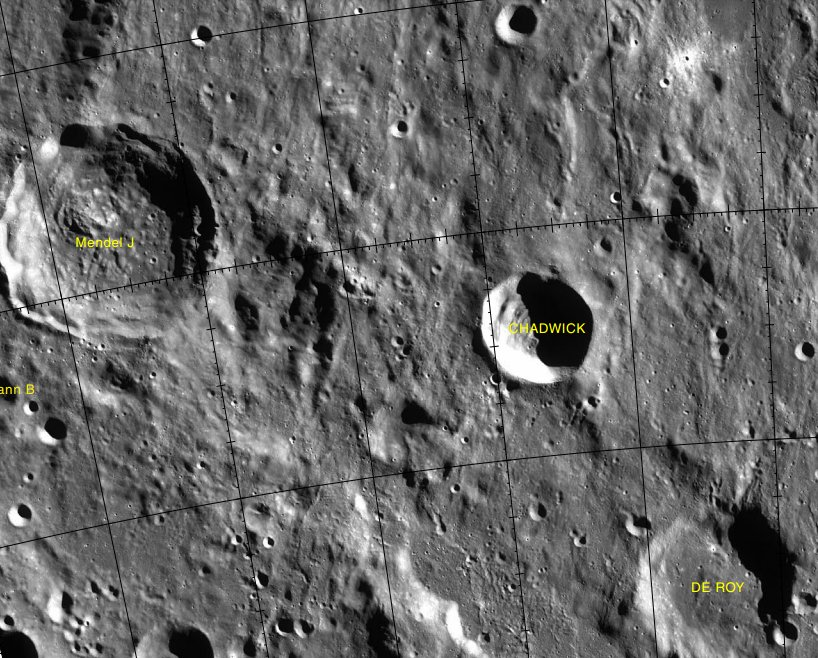
Localització de Chadwick (centre de la imatge)

Chadwick és més o menys circular, amb una vora esmolada. La paret interna és una mica més ampla cap al sud-sud-est, donant al cràter una lleugera corba cap a fora, de la banda de De Roy. La vora no s'ha erosionat de manera significativa, i no està marcat per altres impactes. La superfície interior té un aspecte una mica irregular.
Aquest cràter es troba dins de la Conca Mendel-Rydberg, una àmplia depressió d'impacte del període Nectarià de 630 km.